# Dębowo (gromada w powiecie augustowskim)
Dębowo – dawna gromada, czyli najmniejsza jednostka podziału terytorialnego Polskiej Rzeczypospolitej Ludowej w latach 1954–1972.
Gromady, z gromadzkimi radami narodowymi (GRN) jako organami władzy najniższego stopnia na wsi, funkcjonowały od reformy reorganizującej administrację wiejską przeprowadzonej jesienią 1954 do momentu ich zniesienia z dniem 1 stycznia 1973, tym samym wypierając organizację gminną w latach 1954–1972.
Gromadę Dębowo z siedzibą GRN w Dębowie utworzono – jako jedną z 8759 gromad – w powiecie augustowskim w woj. białostockim, na mocy uchwały nr 10/V WRN w Białymstoku z dnia 4 października 1954. W skład jednostki weszły obszary dotychczasowych gromad Jasionowo, Polkowo i Kopytkowo ze zniesionej gminy Dębowo oraz gromada Jagłowo ze zniesionej gminy Suchowola w tymże powiecie. Dla gromady ustalono 9 członków gromadzkiej rady narodowej.
Gromadę Dębowo zniesiono 31 grudnia 1961, a jej obszar włączono do gromady Jaminy.
Zobacz też: gmina Dębowo.